# كارولين دولار
كارولين دولار (بالإنجليزية: Caroline Dollar)‏ هي ممثلة أمريكية، ولدت في 28 ديسمبر 1983 في غرينزبورو في الولايات المتحدة.

## وصلات خارجية
- كارولين دولار على موقع IMDb (الإنجليزية)